# Michał Woźnica
Michał Woźnica (ur. 10 maja 1983 w Tychach) – polski hokeista. 
Syn Krystiana Woźnicy, także hokeisty GKS Tychy który również występował z numerem 14.

## Kariera klubowa
- GKS Tychy (2001-2018)
- Naprzód Janów (2018-2019)

Wychowanek i zawodnik GKS Tychy. 30 kwietnia 2013 przedłużył kontrakt z klubem. Latem 2018 odszedł z GKS Tychy, kończąc karierę zawodniczą na profesjonalnym poziomie. W sezonie I ligi 2018/2019 występował w barwach Naprzodu Janów.  W trakcie kariery zyskał przydomek Wozik.

## Sukcesy
Klubowe
- Złoty medal mistrzostw Polski: 2005, 2015, 2018 z GKS Tychy
- Srebrny medal mistrzostw Polski: 2006, 2007, 2008, 2009, 2011, 2014, 2016, 2017 z GKS Tychy
- Brązowy medal mistrzostw Polski: 2002, 2004, 2010, 2013 z GKS Tychy
- Puchar Polski: 2006, 2007, 2008, 2009, 2014, 2017 z GKS Tychy
- Trzecie miejsce w Superfinale Pucharu Kontynentalnego: 2016 z GKS Tychy
- Złoty medal  I ligi: 2019 z Naprzodem Janów

Indywidualne
- Puchar Polski w hokeju na lodzie (2014/2015): pierwsze miejsce w klasyfikacji kanadyjskiej turnieju finałowego: 5 punktów